# Banca Centrală a Rusiei
Banca Rusiei (în rusă Банк России, transliterat: Bank Rossii) sau Banca Centrală a Federației Ruse (în rusă Центральный банк Российской Федерации, transliterat: Țentralnîi bank Rossiiskoi Federații) este banca centrală a Rusiei. Competențele sale sunt descrise în articolul 75 din Constituția Federației Ruse și într-o lege federală dedicată. Banca Rusiei a fost fondată pe 13 iulie 1990, fiind o succesoare îndepărtată a Băncii de Stat a Imperiului Rus (1860–1917).
Conform constituției, Banca Rusiei este un organism independent a cărui responsabilitate principală este de a asigura stabilitatea monedei naționale, rubla. De asemenea, are monopol asupra producției de monede și bancnote.

## Istoric
Banca Centrală a Federației Ruse (Banca Rusiei) a fost înființată la 13 iulie 1990, din Banca Republicii Ruse, o filială a Băncii de Stat a URSS. La 2 decembrie 1990, Sovietul Suprem al Republicii Socialiste Federative Sovietice Ruse (RSFSR) a oficializat Banca Rusiei. Legea adoptată cu această ocazie a definit sfera de activitate a Băncii ca fiind circulația monetară, reglementarea masei monetare, comerțul internațional și reglementarea activităților băncilor din Federația Rusă.
În noiembrie 1991, în urma dizolvării URSS și a creării Comunității Statelor Independente (CSI), Sovietul Suprem al RSFSR a declarat că Banca Centrală a RSFSR rămâne singurul organism responsabil pentru politica monetară și reglementarea comerțului internațional pe teritoriul Federației Ruse. Funcțiile Băncii de Stat a URSS privind emiterea de monedă și stabilirea cursului de schimb al rublei au fost transferate acesteia. Banca Centrală a RSFSR urma să preia controlul deplin asupra activelor, mijloacelor tehnice și altor resurse ale Băncii de Stat a URSS și ale tuturor instituțiilor sale începând cu 1 ianuarie 1992.
La 20 decembrie 1991, Banca de Stat a URSS a fost dizolvată. Câteva luni mai târziu, Banca Centrală a RSFSR a fost redenumită Banca Centrală a Federației Ruse (Banca Rusiei).
În 2022, în contextul invaziei Ucrainei de către Rusia în 2022 și al sancțiunilor economice decise, rezervele băncii centrale a Rusiei au fost estimate la aproximativ 640 de miliarde de dolari. Țările G7, Australia și Uniunea Europeană au decis să înghețe toate activele denominate în valută depuse acolo. În februarie 2024, acestea reprezentau o sumă de 260 de miliarde de dolari, inclusiv 210 miliarde de dolari în UE. UE a decis, la aceeași dată, să înghețe și profiturile legate de aceste depozite.